# Didot (Schriftart)
Die Didot ist eine typische klassizistische-Antiqua-Schriftart.
Die ersten Entwürfe stammen von François Didot (1689–1757), die Enkel Firmin Didot und sein Bruder Pierre Didot entwickelten die Schrift weiter. 1788 wurde die Didot-Antiqua erstmals gegossen.

Auf Pierre Didots Entwürfen basiert die von der H. Berthold AG gegossene Didot-Antiqua.
Die Didot weist die für den Klassizismus typischen Strichstärkenunterschiede auf. Die angesetzt wirkenden Serifen sind im Vergleich zur klassischen Bodoni und der 1800 veröffentlichten Walbaum feiner gehalten.

## Verwendung
Der Diogenes-Verlag verwendet Didot im Design seiner einheitlichen Buchumschläge.